# Jasnogorsk (Kraj Zabajkalski)
Jasnogorsk (ros. Ясногорск) – osiedle typu miejskiego w Rosji, w Kraju Zabajkalskim, w rejonie ołowiannińskim. W 2010 liczyło 8873 mieszkańców.